# Riverside (Califòrnia)
Riverside és una ciutat ubicada al Comtat de Riverside a l'estat de Califòrnia, Estats Units d'Amèrica, de 303.871 habitants segons el cens del 2010, i amb una densitat de 1.500 per km² aproximadament. Riverside és la ciutat més gran de l'àrea metropolitana d'Inland Empire, al Sud de Califòrnia, i la 61a més poblada del país. Es troba a un centenar de quilòmetres a l'est de Los Angeles i a uns 20 al sud-oest de San Bernardino (ciutat de Califòrnia).